# Maricá
Maricá är en stad och kommun i östra Brasilien och ligger i delstaten Rio de Janeiro. Kommunen har cirka 140 000 invånare, varav lite mer än 40 000 invånare bor i centralorten. Den största orten i kommunen är Inoã.

## Administrativ indelning
Kommunen var år 2010 indelad i tre distrikt:
- Inoã
- Manoel Ribeiro
- Maricá